# Margit Pörtner
Margit Elisabeth Pörtner (Hørsholm, 16 de febrero de 1972-26 de abril de 2007) fue una deportista danesa que compitió en curling.
Participó en los Juegos Olímpicos de Nagano 1998, obteniendo una medalla de plata en la prueba femenina.
Ganó dos medallas en el Campeonato Mundial de Curling, en los años 1997 y 1998, y dos medallas en el Campeonato Europeo de Curling, en los años 1994 y 1997.

## Palmarés internacional
| Juegos Olímpicos   | Juegos Olímpicos   | Juegos Olímpicos  | Juegos Olímpicos |
| Año                | Lugar              | Medalla           | Prueba           |
| ------------------ | ------------------ | ----------------- | ---------------- |
| 1998               | Nagano (Japón)     | Medalla de plata  | Equipo           |
| Campeonato Mundial |                    |                   |                  |
| Año                | Lugar              | Medalla           | Prueba           |
| 1997               | Berna (Suiza)      | Medalla de bronce | Equipo           |
| 1998               | Kamloops (Canadá)  | Medalla de plata  | Equipo           |
| Campeonato Europeo |                    |                   |                  |
| Año                | Lugar              | Medalla           | Prueba           |
| 1994               | Sundsvall (Suecia) | Medalla de oro    | Equipo           |
| 1997               | Füssen (Alemania)  | Medalla de plata  | Equipo           |